# Японска нова партия
Японска нова партия (на японски: 日本新党) е японска политическа партия, която съществува от 1992 до 1994 г. Неин основател е Морихиро Хосокава.
Въпреки краткото си съществуване, през 1993 г. партията изиграва решаваща роля в отнемането на властта от Либерално-демократическата партия, която дотогава управлява Япония в продължение на 38 г. без прекъсване. Тогава е сформирано коалиционно правителство от 8 партии, оглавено от Морихиро Хосокава. Партията се задържа на власт в продължение на 1 г., когато Либерално-демократическата партия връща властта си чрез коалиция. Скоро след тази загуба Японската нова партия е разпусната, а нейните членове се присъединяват към „New Frontier Party“.
Неин бивш член е Йошихико Нода, който е министър-председател на Япония от 2 септември 2011 г.